# Сербська Автономна Область Герцеговина
Сербська Автономна Область Герцеговина (серб. Srpska autonomna oblast Hercegovina, Српска аутономна област Херцеговина або САО Герцеговина) — сербська автономна область в Герцеговині. Вона була проголошена Асамблеєю асоціації муніципалітетів боснійської Країни 27 травня 1991, і була включена в Республіку Сербську 12 вересня 1991. Столиця — Требинє.